# Gemeenten van Burundi
De achttien provincies van Burundi zijn
onderverdeeld in 119 gemeenten (commune). Deze zijn op hun
beurt verder verdeeld in 2639 collines.

## Bubanza
- Bubanza
- Gihanga
- Mpanda

- Musigati
- Rugazi

## Bujumbura Mairie[1]
- Muha
- Muzaka
- Ntahangwa

## Bujumbura Rural
- Isale
- Kabezi

- Mubimbi
- Mugongomanga
- Mukike

- Mutambu
- Mutimbuzi
- Nyabiraba

## Bururi
- Bururi
- Matana
- Mugamba

- Rutovu
- Songa
- Vyanda

## Cankuzo
- Cankuzo
- Cendajuru
- Gisagara

- Kigamba
- Mishiha

## Cibitoke
- Buganda
- Bukinanyana
- Mabayi

- Mugina
- Murwi
- Rugombo

## Gitega
- Bugendana
- Bukirasazi
- Buraza
- Giheta

- Gishubi
- Gitega
- Itaba
- Makebuko

- Mutaho
- Nyanrusange
- Ryansoro

## Karuzi
- Bugenyuzi
- Buhiga
- Gihogazi
- Gitaramuka

- Mutumba
- Nyabikere
- Shombo

## Kayanza
- Butaganzwa
- Gahombo
- Gatara

- Kabarore
- Kayanza
- Matongo

- Muhanga
- Muruta
- Rango

## Kirundo
- Bugabira
- Busoni
- Bwambarangwe
- Gitobe

- Kirundo
- Ntega
- Vumbi

## Makamba
- Kayogoro
- Kibago
- Mabanda

- Makamba
- Nyanza-Lac
- Vugizo

## Muramvya
- Bukeye
- Kiganda
- Mbuye

- Muramvya
- Rutegama

## Muyinga
- Buhinyuza
- Butihinda
- Gashoho
- Gasorwe

- Giteranyi
- Muyinga
- Mwakiro

## Mwaro
- Bisoro
- Gisozi
- Kayokwe

- Ndava
- Nyabihanga
- Rusaka

## Ngozi
- Busiga
- Gashikanwa
- Kiremba

- Marangara
- Mwumba
- Ngozi

- Nyamurenza
- Ruhororo
- Tangara

## Rumonge
- Bugarama
- Burambi
- Buyengero

- Muhuta
- Rumonge

## Rutana
- Bukemba
- Giharo
- Gitanga

- Mpinga
- Musongati
- Rutana

## Ruyigi
- Butaganzwa
- Butezi
- Bweru
- Gisuru

- Kanyinya
- Nyabitsinda
- Ruyigi